# Дьяконова, Татьяна Ивановна
Татьяна Ивановна Дьяконова (род. 22 апреля 1970, Ош, Киргизская ССР, СССР) — российский политический деятель, депутат Государственной думы VIII созыва от партии «Единая Россия» с 2021 года. Действительный государственный советник Российской Федерации III класса. Из-за вторжения России на Украину, находится под международными санкциями Евросоюза, США, Великобритании и ряда других стран.

## Биография
Татьяна Дьяконова родилась 22 апреля 1970 года в городе Ош в Киргизии. В 1995 году окончила Балтийский федеральный университет, получила квалификацию «учитель истории». В 1994—2002 годах работала учителем истории в общеобразовательной школе города Красногорск в Московской области.
В 2003 году устроилась на работу в компанию «Метро кэш энд керри» на должность руководителя отдела. Затем работала в должности руководителя направления, специалиста по обучению, а также тренинг-экспертом. В 2007 году начала работать в компании «Касторама Рус» менеджером по обучению персонала магазинов общего отдела. Впоследствии работала менеджером по обучению и развитию. В 2011 году перешла в государственную корпорацию «Росатом».
В 2013—2018 годах была директором департамента корпоративного университета и центра экспертизы по управлению людьми банка «Хоум Кредит», в 2018—2019 — помощником министра экономического развития Российской Федерации Максима Орешкина. В 2019—2021 годах руководила департаментом кадровой политики и развития персонала Министерства экономического развития. 19 сентября 2021 года приняла участие в выборах Государственной думы Российской Федерации VIII созыва. Получила второй номер региональной группы № 35 политической партии «Единая Россия» в Липецкой области. По итогам не смогла пройти в Госдуму, но 29 сентября 2021 года получила вакантный депутатский мандат. 4 декабря 2021 года вошла в состав партии «Единая Россия», после чего была избрана в президиум генерального совета партии.
Татьяна Дьяконова замужем, у неё есть сын.